# セムナリオ
セムナリオ（Themnario）は、スターダストプロモーション声優部に所属する男性声優5名の声優ユニット。
スターダストプロモーションオリジナルIP「VASSH」内のメインキャラクター5名で構成されている。

## ディスコグラフィ

### シングル
| #   | 発売日       | タイトル                 |
| --- | ------------ | ------------------------ |
| 1st | 2021年8月7日 | 夢色スケッチブック/Viola |